# Katvanger
Een katvanger is iemand die in naam eigenaar of houder is van een voertuig, bedrijf, bankrekening of iets dergelijks, met als doel om de werkelijke eigenaar of houder buiten bereik van de justitiële autoriteiten te houden. De katvanger hoeft meestal alleen maar wat aanvraag- of registratieformulieren in te vullen en krijgt daarvoor een kleine of in sommige gevallen een hoge vergoeding van de werkelijke houder, die deze zaak voor illegale activiteiten gebruikt. Een katvanger is derhalve een stroman die zich voor criminele doeleinden laat gebruiken.
Gebruikers van de diensten van katvangers zijn meestal criminelen, de katvangers zijn vaak kale kippen, zoals verslaafden, daklozen, mensen die schulden hebben of die niet beseffen welk risico ze nemen door als katvanger te fungeren. Soms wordt gebruikgemaakt van oplichting, bedreiging of chantage om iemand over te halen als katvanger te fungeren.
Degene die gebruikmaakt van een katvanger zorgt ervoor dat hij zelf niet is na te trekken door te communiceren met wegwerp- of prepaid telefoons en gratis e-mailadressen, en door niet-natrekbare betalingskanalen te gebruiken, zoals bij een geldopname met de geleende pinpas van een geldezel.

## Katvangers bij misbruik van rechtspersonen
Rechtspersonen kunnen zelfstandig dragers van rechten en verplichtingen zijn en naar believen worden opgericht en geliquideerd. Dit maakt ze gevoelig voor misbruik. Voorbeelden van misbruik van rechtspersonen zijn Btw-carrousels, verkoopcarrousels bij onroerend goed, het witwassen van geld en financieren van terrorisme, marktmanipulatie en andere vormen van fraude. Bij frauduleuze constructies worden vaak meerdere rechtspersonen opgericht die transacties met elkaar aangaan, soms met bonafide ondernemingen ertussen. Dit dient om de autoriteiten en wederpartijen te misleiden. Katvangers kunnen worden ingezet als zowel directeur als aandeelhouder (met name wanneer de ondernemingsvorm geen minimumkapitaal vereist). Vroeg of later zal de structuur door de autoriteiten opgerold worden of doeken de fraudeurs zelf de zaak op; de katvangers blijven achter met civiele of zelfs strafrechtelijke procedures tegen hen, en de benadeelden treffen slechts lege vennootschappen met katvangers aan, zonder enige verhaalsmogelijkheid.

## Katvangers bij voertuigen
Een katvanger bij voertuigen is iemand op wiens naam een kenteken van een voertuig wordt gezet, maar die niet de werkelijke gebruiker van het voertuig is. Het voertuig blijft dan vaak onverzekerd en de motorrijtuigenbelasting of verkeersbelasting en eventuele verkeersboetes worden niet betaald.
Om het gebruik van katvangers tegen te gaan heeft de Nederlandse regering in 2001 bepaald dat iemand die vijf keer een verschuldigde wegenbelasting of verkeersboete niet heeft betaald, geen kentekenbewijs meer kan krijgen. Volgens de Nota van toelichting bij dit besluit was gebleken dat er ongeveer 850 katvangers bekend waren, die gemiddeld zo'n 41 voertuigen op hun naam hadden staan.
Een katvanger die in 10 jaar 5500 kentekens op zijn naam had laten zetten, kreeg voor enkele daarvan een gevangenisstraf van vier maanden. Daarna zat hij nog 2,5 jaar vast, doordat de rechter een machtiging had gegeven hem voor elke onbetaalde verkeersboete (vanwege overtredingen met een van de op zijn naam staande voertuigen) zeven dagen in gijzeling te nemen. Gezien de financiele situatie van de katvanger tijdens schuldsanering betekende gijzeling een verbetering van diens levensstandaard. 

## Katvangers bij faillissementsfraude
Bij faillissementsfraude maakt een onderneming schulden die de bestuurder van dat bedrijf niet van plan is ooit te betalen. De bestuurder van de onderneming kan dan het bedrijf op naam van een ander laten zetten, die als katvanger functioneert en dus voor alle schulden aansprakelijk gesteld wordt. Deze katvanger kan bijvoorbeeld iemand zijn die zelf al in staat van persoonlijk faillissement verkeert of niets meer te verliezen heeft, zodat de schulden daar niet geïnd kunnen worden.

## Katvangers bij verkoopcarrousels
Bij een verkoopcarrousel wordt vastgoed (meestal een woning) gekocht door een malafide handelaar, vaak in opdracht van de organisator die buiten spel blijft. Het pand wordt vervolgens met flinke winst doorverkocht aan een katvanger, die hiervoor onder valse voorwendselen met behulp van gefingeerde stukken en onder regie van de organisator een hypotheek heeft verkregen. De katvanger zal vroeg of later de hypotheek niet meer kunnen voldoen, waarna de bank het huis executeert. De winst uit de verkoop aan de katvanger deelt de handlanger met de organisator, terwijl de katvanger en de bank met de schade achterblijven: de katvanger is door de schuld financieel geruïneerd en de bank zal van het geleende geld weinig of niets meer terugzien, met name wanneer de waarde door middel van valse taxaties flink is overdreven. Soms wordt het pand door een andere handlanger opnieuw gekocht en staat een nieuwe katvanger klaar, zodat de cyclus zich eindeloos kan herhalen.

## Katvangers bij bankrekeningfraude
Bij fraude met bankrekeningen worden overschrijvingsformulieren vervalst, waardoor het overgemaakte geld op een andere dan de gewenste bankrekening terechtkomt. Als de fraudeur het geld naar zijn eigen bankrekening laat overmaken, kan zijn identiteit achterhaald worden, omdat hij zich bij het openen van de bankrekening heeft moeten identificeren. Dit wordt opgelost door katvangers in te schakelen, die een bankrekening openen die door de fraudeur gebruikt kunnen worden zonder dat zijn identiteit bekend wordt. De katvanger wordt dan echter wel medeplichtig aan de fraude.
Bij een moderne variant hiervan, wordt het geld overgemaakt door middel van internetbankieren, waarbij men illegaal verkregen toegangscodes gebruikt, die bijvoorbeeld door middel van phishing of spyware verkregen zijn. Ook bij vriend-in-noodfraude/WhatsAppfraude worden katvangers ingezet.
Bij een andere soort van fraude worden goederen via internet aangeboden, waarbij men vooruitbetaling per bank verlangt. De goederen worden echter nooit geleverd. Fraudeurs gebruiken hierbij soms bankrekeningen die op naam van katvangers staan. De katvangers moeten de ontvangen gelden doorboeken of opnemen en contant afgeven. De katvanger wordt geconfronteerd met meerdere gedupeerden die uiteraard geen verhaalsmogelijkheden meer hebben.

## Katvangers bij fraude met mobiele telefoons
Veel providers bieden of boden 'gratis' dure mobiele telefoons aan bij het afsluiten van een telefoonabonnement (meestal voor ten minste 2 jaar). De katvanger wordt hier door de fraudeur ingezet om bij een telefoonwinkel abonnementen op diens eigen naam af te sluiten en zo een telefoon te krijgen. Het toestel wordt vervolgens (vaak met het contract erbij) aan de fraudeur afgegeven. Vaak wordt gebruik gemaakt van dwang of wordt een beloning in het vooruitzicht gesteld. De fraudeur maakt de katvanger bovendien wijs dat hij de abonnementen kan laten annuleren, bijvoorbeeld omdat hij een 'maatje' heeft dat bij de telefoonprovider werkt en het abonnement uit het computersysteem kan verwijderen. Deze truc herhaalt zich meestal nog enkele malen. De katvanger blijft met meerdere dure abonnementen op zijn naam achter, de fraudeur heeft meerdere telefoons die hij kan doorverkopen.

## Money mule
Een money mule (letterlijk: 'geldmuilezel') is een katvanger die wordt gebruikt voor het witwassen van geld of illegaal verkregen goederen. In het meest simpele voorbeeld ontvangt de geldezel geld op zijn bankrekening, dat hij moet pinnen en afgeven of overboeken naar een andere bankrekening. De crimineel probeert hiermee het traceren van de (criminele) geldstroom te versluieren door het (meerdere keren en via tussenpersonen) van bank naar bank over te boeken en/of in contant geld om te zetten.
Varianten op deze trucs zijn het toesturen van cheques, die de money mule moet verzilveren. Vervolgens stuurt de money mule de gelden door waarbij hij vaak een deel als beloning mag houden. Ook kan het gaan om goederen, die de money mule door moet sturen of af moet leveren.

## Risico's
Wie katvanger is, loopt een groot risico. Wanneer de fraude uitkomt zullen de autoriteiten de katvanger als medeplichtige aanmerken en hem vaak strafrechtelijk vervolgen. Behalve een boete en soms gevangenisstraf loopt de katvanger hiermee ook een aantekening op het strafblad op. De reputatie krijgt een gevoelige deuk. Bovendien kan de katvanger aansprakelijk gesteld worden voor eventuele schade.
Autoriteiten zijn meestal niet gevoelig voor persoonlijke omstandigheden en zullen geneigd zijn katvangers (extra) hard aan te pakken, om generaal preventieve werking te creëren. De redenering hierachter is dat als mensen geen katvangers meer kunnen vinden ze ook niet meer kunnen witwassen of frauderen en sneller gepakt worden of hun laakbare gedrag nalaten.
Om deze reden zijn katvangers vaak mensen die toch niets meer te verliezen hebben, of nemen de fraudeurs hun toevlucht tot oplichting of chantage.

## Werving
Goede katvangers zijn schaars. Vaak lopen ze al na een of enkele transacties tegen de lamp. Daarom heeft de onderwereld voortdurend nieuwe katvangers nodig. Mensen laten zich als katvanger gebruiken om verschillende redenen.
Veel katvangers zijn 'kale kippen'; ze hebben in feite niets te verliezen omdat ze bijvoorbeeld dakloos of failliet zijn. Een kleine vergoeding voor hun diensten is meer dan welkom en als ze gepakt worden dan zal het hen ook weinig uitmaken. Anderen menen dat het met het risico wel meevalt en laten zich verleiden door de belofte van een makkelijke extra verdienste.
Andere katvangers zijn op een of andere manier overgehaald zich als zodanig te laten gebruiken. Meestal gaat het hier om oplichting. Een geliefde truc is het aanbieden van thuiswerk van enkele uurtjes per week tegen een naar verhouding riante vergoeding. Vaak bestaat dit thuiswerk uit het ontvangen en overboeken van gelden. Via banensites wordt hiervoor geadverteerd, waarbij men zich als internationaal bedrijf voordoet. De 'banen' hebben vaak vage titels als 'transactiemanager', 'geldenbeheerder', 'money processor' of 'local processor'. Dit soort oplichting is vaak te herkennen omdat het werk niks anders behelst dan het overboeken van geld (ondernemingen gebruiken daar normaal 'gewoon' een bank of derdengeldbeheerder voor). Andere indicaties zijn slecht Engels of Nederlands, gebruik van standaardzinnen en het ontbreken van verdere informatie over het bedrijf. Doelgroep zijn langdurig werklozen die ernaar snakken weer aan het werk te kunnen, mensen met lage inkomens die het extra geld nodig hebben en mensen die weinig zakelijke ervaring hebben en dus makkelijk te misleiden zijn.
Andere manieren om iemand als katvanger te gebruiken zijn misbruik van een liefdesrelatie zoals romantische fraude of loverboys, of misbruik van openbare veilingsites (te veel betalen voor dure spullen en dan vervolgens vragen het te veel betaalde op een andere rekening terug te storten). Bedreiging en chantage zijn verdere wervingstechnieken in het arsenaal van de crimineel.

## Organisatie
Net als geldezels vormen ook katvangers de onderste laag van een piramidale organisatie van georganiseerde misdaad, waarin zij de minste inkomsten ontvangen en de hoogste risico´s lopen. Omdat het om zaken op naam gaat, is de pakkans 100%. Ook wanneer de katvanger niet crimineel vervolgd wordt, blijft hij vaak met een schuld achter.
- Aan de top van de piramide bevinden zich de kingpins die zowel de criminele activiteiten als de geld- en witwasstromen leiden;
- Daaronder bevinden zich de luitenants die de geldstromen beheren en de laag daaronder aanstuurt;
- Daaronder bevinden zich de managers die de katvangers werven en aansturen, en gelden en goederen doorsluizen;
- Onderaan staan de katvangers die uiteindelijk met de financiële consequenties en strafvervolging achterblijven.